# Mittleres Horqin-Banner des Linken Flügels

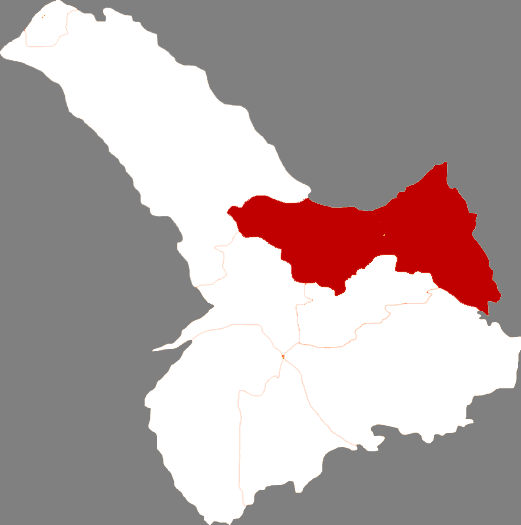
Lage des Hinteren Horqin-Banners des Linken Flügels in Tongliao

Das Mittlere Horqin-Banner des Linken Flügels (chinesisch 科尔沁左翼中旗, Pinyin Kē'ěrqìn Zuǒyì Zhōng Qí; mongolisch ᠬᠣᠷᠴᠢᠨ ᠵᠡᠭᠦᠨ ᠭᠠᠷᠤᠨ ᠳᠤᠮᠳᠠᠳᠤ ᠬᠣᠰᠢᠭᠤ Qorčin Jegün Ɣarun Dumdadu qosiɣu) ist ein Banner der bezirksfreien Stadt Tongliao im Osten des Autonomen Gebietes Innere Mongolei im Nordosten der Volksrepublik China. Es hat eine Fläche von 9.811 km² und zählt 530.000 Einwohner (2004). Sein Hauptort ist die Großgemeinde Baokang (保康镇).
Koordinaten: 44° 8′ N, 123° 20′ O